# Giới tính hạng hai

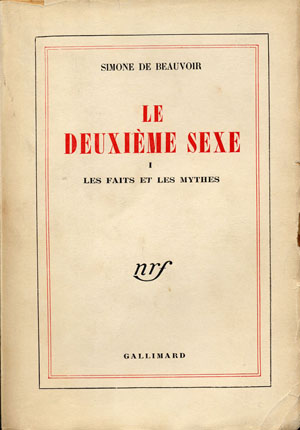

Giới tính hạng hai (tiếng Pháp: Le Deuxième Sexe) là cuốn sách được xuất bản năm 1949 của nhà triết học hiện sinh người Pháp Simone de Beauvoir. Trong cuốn sách, tác giả thảo luận về cách thức phụ nữ bị đối xử trong suốt chiều dài lịch sử. Beauvoir nghiên cứu và viết cuốn sách trong khoảng 14 tháng, từ năm 1946 đến năm 1949. Bà xuất bản cuốn sách thành hai tập, Những sự thật và huyền thoại và Trải nghiệm sống (Tiếng Pháp: Les faits et les mythes và L'expérience vécue). Một số chương sách xuất hiện lần đầu tiên trên tạp chí Thời hiện đại (Les Temps modernes).   Là một trong những cuốn sách nổi tiếng nhất của Simone de Beauvoir, Giới tính hạng hai thường được nhìn nhận như là một trong những tác phẩm chính yếu của triết học nữ quyền và là điểm xuất phát của làn sóng nữ quyền thứ hai (second-wave feminism) tại các nước Âu - Mỹ.

## Tóm lược

### Tập một
Beauvoir đặt ra câu hỏi: "Phụ nữ là gì?" Bà lập luận rằng đàn ông được coi là mặc định [con người mặc định (default) .ND], trong khi phụ nữ thì bị coi là "Kẻ Khác" (Other): "Vì vậy, loài người là đàn ông và đàn ông định nghĩa phụ nữ không phải bởi chính họ [phụ nữ] mà thông qua mối liên hệ với đàn ông." Beauvoir mô tả mối quan hệ của noãn với tinh trùng ở nhiều loài sinh vật khác nhau (cá, côn trùng, động vật có vú), rồi đến con người. Bà mô tả tình trạng phụ thuộc của nữ giới vào giống loài ở khía cạnh sinh sản, so sánh sinh lý học của nam và nữ, và kết luận rằng các giá trị (values) không thể được căn cứ trên sinh lý học và những thực tế về mặt sinh học phải được xem xét dưới ánh sáng của bối cảnh mang tính bản thể (ontological), kinh tế (economic), xã hội (social) và sinh lý (physiological).
Beauvoir bác bỏ quan điểm của các tác giả Sigmund Freud, Alfred Adler, và Friedrich Engels. Trong khi Engels, trong cuốn Nguồn gốc của gia đình, tài sản tư hữu và nhà nước (1884), cho rằng "thất bại lịch sử to lớn của nữ giới" là kết quả của sự phát minh ra đồ đồng và sự xuất hiện của tư hữu, Beauvoir lập luận rằng tuyên bố của ông là không có cơ sở.
Theo Beauvoir, có hai yếu tố đã tạo nên cuộc cách mạng trong hoàn cảnh của nữ giới: tham gia vào sản xuất và tự do khỏi sự nô lệ vào sinh đẻ. Beauvoir viết rằng việc làm mẹ khiến cho phụ nữ "bị buộc chặt vào cơ thể mình" giống như động vật và khiến cho đàn ông có thể thống trị cô ấy và cả Tự nhiên (Nature). Bà mô tả quá trình thống trị từng bước của đàn ông đối với phụ nữ, bắt đầu với bức tượng Nữ thần Vĩ đại (Great Goddess) được tìm thấy ở Susa, và sau đó đến quan điểm của những người Hy Lạp cổ đại như Pythagoras, người đã viết: "Nguyên tắc tốt đẹp (good principle) đã tạo ra trật tự, ánh sáng và đàn ông và nguyên tắc tồi tệ (bad principle) đã tạo ra sự hỗn loạn, bóng tối và đàn bà." Loài người gặt hái thành công trong thế giới nhờ vào sự siêu vượt (transcendence), nhưng sự tuân phục (immanence) mới là thứ thuộc về giới nữ. Beauvoir viết rằng đàn ông áp bức phụ nữ thông qua việc tìm cách duy trì gia đình và giữ nguyên quyền gia trưởng. Bà so sánh hoàn cảnh của phụ nữ ở Hy Lạp và La Mã cổ đại. Ở Hy Lạp, trừ những trường hợp ngoại lệ như Sparta nơi tự do của phụ nữ không bị hạn chế, thì phụ nữ bị đối xử gần như nô lệ. Ở La Mã, vì nam giới vẫn là người làm chủ nên phụ nữ dù được hưởng nhiều quyền hơn nhưng vẫn bị phân biệt đối xử theo giới, và chỉ có quyền tự do trống rỗng. 
Bàn về cơ đốc giáo, Beauvoir lập luận rằng, trừ trường hợp của truyền thống cơ đốc Đức, cơ đốc giáo và các giáo sĩ của họ đã hạ thấp người phụ nữ. Bà cũng mô tả về mại dâm và những thay đổi được thúc đẩy bởi tình yêu quý tộc (courtly love) xảy ra vào khoảng thế kỷ XII. Beauvoir mô tả "những quý cô và quý bà tuyệt vời người Ý" thời kì đầu thế kỷ XV và khắc họa Teresa of Ávila, một phụ nữ Tây Ban Nha, như một người đã thành công trong việc đưa mình lên "ngang hàng với cánh đàn ông." Xuyên suốt thế kỷ XIX, địa vị pháp lý của phụ nữ vẫn không thay đổi, nhưng những cá nhân (như Marguerite de Navarre) đã trở nên xuất sắc bằng viết và hành động. Một số đàn ông đã giúp cải thiện địa vị của người phụ nữ với các tác phẩm của họ. Beauvoir đánh giá thấp Bộ luật Napoléon, chỉ trích Auguste Comte và Honoré de Balzac,  mô tả Pierre-Joseph Proudhon như một kẻ chống nữ quyền. Cuộc cách mạng Công nghiệp thế kỷ XIX đã cho phép người phụ nữ thoát ly ra khỏi gia đình nhưng họ vẫn bị trả lương thấp. Beauvoir theo dõi quá trình phát triển của các tổ chức công đoàn và sự tham gia của phụ nữ vào trong nó. Bà khảo sát sự phổ biến của các phương pháp ngừa thai và lịch sử của sự phá thai. Beauvoir liên hệ đến lịch sử quyền bầu cử của phụ nữ, và chỉ ra rằng những phụ nữ như Rosa Luxemburg và Marie Curie đã "chứng minh một cách sáng tỏ rằng không phải sự thấp kém của phụ nữ đã dẫn đến sự tầm thường của họ trong lịch sử, chính sự tầm thường của lịch sử đã khiến cho phụ nữ trở nên thấp kém". 
Beauvoir đưa ra một bài giới thiệu về "sự thất vọng vĩnh cửu" (everlasting disappointment) về phụ nữ , hầu hết là từ điểm nhìn của đàn ông (người dị tính nam). Bà đề cập đến kinh nguyệt, trinh tiết và tính dục của nữ giới  bao gồm giao cấu, kết hôn, làm mẹ và mại dâm. Nhằm cho thấy trải nghiệm "ghê sợ với sự sinh đẻ của đàn bà" ở đàn ông, Beauvoir trích dẫn Tạp chí Y khoa Anh năm 1878, trong đó một thành viên của Hiệp hội Y khoa Anh viêt: "Một thực tế không thể chối cãi là thịt sẽ ô uế khi phụ nữ đang hành kinh chạm vào."  Bà dẫn thơ của André Breton, Léopold Sédar Senghor, Michel Leiris, Paul Verlaine, Edgar Allan Poe, Paul Valéry, Johann Wolfgang von Goethe, và William Shakespeare cùng với các tiểu thuyết gia, các nhà triết học và nhà làm phim khác.  Beauvoir viết rằng sự phân chia giới tính tồn tại cả trong các mối quan hệ đồng tính luyến ái. 
Khảo sát các tác phẩm của Henry de Montherlant, DH Lawrence, Paul Claudel, André Breton và Stendhal, Beauvoir viết "những ví dụ này cho thấy những huyền thoại tập thể vĩ đại đã được phản ánh trong từng nhà văn đơn lẻ." "Cả Montherlant và Lawrence đã đòi hỏi sự hi sinh (devotion) là nghĩa vụ của nữ giới; đỡ ngạo mạn hơn, Claudel, Breton và Stendhal ngưỡng mộ nó [sự hi sinh .ND] như là một lựa chọn hào hiệp ..."  Bà nhận thấy phụ nữ là "Kẻ khác mang đặc quyền", Kẻ khác được định vị theo "cách Người được chọn (the One) chọn đặt vị trí của mình" (way the One chooses to posit himself),  và viết rằng, "Nhưng số phận trần thế duy nhất dành cho người đàn bà ngang hàng (woman equal), phụ nữ trẻ em (child-woman), người chị tinh thần (soul sister), tình nhân (woman-sex), và động vật giống cái luôn là đàn ông."  Beauvoir viết rằng, "Sự thiếu vắng hay sự tầm thường của các yếu tố nữ trong các tác phẩm là có vấn đề ... nó mất đi tầm quan trọng trong thời đại như thời đại của chúng ta ngày nay trong đó những vấn đề cụ thể của mỗi cá nhân chỉ có giá trị hạng hai." (it loses importance in a period like ours in which each individual's particular problems are of secondary import) 
Beauvoir viết rằng "sự bí ẩn" là điểm nổi bật trong những huyền thoại của đàn ông về phụ nữ. Bà cũng viết rằng không phải giới tính mà chính là hoản cảnh của phụ nữ mới là là thứ giam cầm họ trong sự bí ẩn, và điều này là chung với mọi dạng nô lệ khác. Bà cho rằng điều này đã biến mất vào thế kỉ XVIII, khi đàn ông coi phụ nữ là những người đồng đẳng. Bà trích lời Arthur Rimbaud, người đã viết rằng hi vọng một ngày nào đó phụ nữ sẽ trở thành con người đầy đủ khi đàn ông trao cho cô ấy sự tự do của cô ấy.

### Tập hai
Beauvoir mô tả đời sống từ khi sinh ra của một đứa trẻ.  Bà chỉ ra khác biệt trong cách thức nuôi dạy bé trai với bé gái. Từ 3-4 tuổi, các bé trai đã được gọi là "người đàn ông nhỏ". Trong khi, bé gái được dạy để trở thành phụ nữ và xã hội áp đặt lên cô số phận "mang nữ tính" của mình. Cô ấy không mang "bản năng làm mẹ" bẩm sinh.  Một bé gái trở nên tin vào và tôn thờ nam thần, tạo ra những người tình trưởng thành tưởng tượng.  Sự khám phá về tình dục là "một hiện tượng đau đớn như cai sữa" và cô ấy nhìn nó với sự ghê tởm.  Khi cô phát hiện ra rằng, chính đàn ông, chứ không phải phụ nữ, là chủ nhân của thế giới, điều này "điều chỉnh ý thức của cô về bản thân (imperiously - một cách nghiêm túc?)".  Beauvoir mô tả thời kì dậy thì, sự bắt đầu của chu kỳ kinh nguyệt, và cách thức mà một cô gái tưởng tượng về việc làm tình với một người đàn ông.  Bà đề cập đến một số cách thức mà các cô gái ở cuối thời kì tuổi teen chấp nhận "nữ tính" của mình, trong đó có thể bao gồm sự trốn chạy khỏi gia đình, sự say mê với 'cái ghê tởm' (the disgusting), đi theo tự nhiên hoặc ăn cắp.  Beauvoir mô tả mối quan hệ tình dục của phụ nữ với đàn ông, khẳng định rằng hậu quả của trải nghiệm đầu tiên trong số những kinh nghiệm này báo hiệu về toàn bộ đời sống của người phụ nữ.  Beauvoir mô tả quan hệ tình dục của phụ nữ với phụ nữ.  Bà viết rằng "đồng tính luyến ái chỉ là một sự đồi bại có chủ ý hơn là một lời nguyền chết người (homosexuality is no more a deliberate perversion than a fatal curse)". 
Beauvoir viết rằng "việc đòi hỏi hai vợ chồng phải ràng buộc cả về đạo đức, xã hội (social) và thực dụng (practical) để thỏa mãn tình dục cho nhau cho toàn bộ cả cuộc đời là điều thuần túy phi lý". Bà mô tả công việc của người phụ nữ đã lập gia đình, có bao gồm việc dọn dẹp nhà cửa, viết rằng đó là "ngăn chặn cái chết nhưng cũng là từ chối sự sống". Bà nghĩ rằng, "điều khiến nhiều người vợ - người phục vụ không thỏa mãn là sự phân công lao động, thứ khiến cô ấy hoàn toàn trở nên một thứ chung chung và không quan trọng". Beauvoir viết rằng người phụ nữ chỉ tìm thấy được phẩm giá của mình trong việc chấp nhận thân phận phụ thuộc, là "phục vụ" trên giường và "phục vụ" việc nhà. Một người phụ nữ rời xa gia đình mình và chỉ tìm thấy "sự thất vọng" ngay sau ngày đám cưới. Beauvoir chỉ ra một số điểm bất bình đẳng giữa người vợ và người chồng, những người thấy mình ở trong một mối quan hệ tay ba, và rằng họ sống không phải trong tình yêu mà trong "tình yêu mang tính vợ chồng" (conjugal love). Bà cho rằng hôn nhân "hầu như luôn luôn hủy hoại người phụ nữ". Bà trích một đoạn nhật ký của Sophia Tolstoy: "bạn bị mắc kẹt ở đó mãi mãi và ở đó bạn phải ngồi [không được đứng .ND]" (you are stuck there forever and there you must sit"). Beauvoir cho rằng hôn nhân là một thể chế đồi bại áp bức cả đàn ông và phụ nữ.
Theo quan điểm của Beauvoir, thực hiện phá thai một cách hợp pháp bởi bác sĩ mang đến ít rủi ro hơn cho người mẹ. Bà lập luận rằng nhà thờ công giáo không thể đưa ra tuyên bố rằng linh hồn của những đứa trẻ chưa được sinh ra sẽ không được lên thiên đàng vì không được rửa tội, do điều này mâu thuẫn với các giáo huấn khác của nhà thờ. Bà viết rằng phá thai không phải là vấn đề đạo đức mà là thứ "bạo dâm nam tính" (masculine sadism) hướng về phụ nữ. Beauvoir mô tả việc mang thai, xem nó vừa như một món quà vừa như một lời nguyền với người phụ nữ. Với việc tạo ra một đời sống mới này, người phụ nữ đánh mất bản thân mình, thấy mình "không còn là gì cả nữa ... [mà chỉ còn là] một công cụ thụ động". Beauvoir viết rằng, "chứng khổ dâm (sadomasochism) của người mẹ gây ra cảm giác tội lỗi cho người con gái, thứ sẽ được thể hiện trong những hành vi mang tính khổ dâm (sadomasochistic) của họ hướng tiếp về con cái của cô ấy nữa, [lặp lại cho đến .ND] không hồi kết". Điều này cổ vũ cho thực hành nuôi dạy trẻ em theo kiểu xã hội chủ nghĩa.
Beauvoir mô tả về quần áo của một người phụ nữ, về các bạn gái của cô ấy và về mối quan hệ của cô ấy với đàn ông. Bà viết rằng "hôn nhân, bằng cách làm nản lòng (frustrating) sự thỏa mãn tình dục của người phụ nữ, từ chối họ sự tự do và tính cá nhân cảm xúc của mình, dẫn họ đến ngoại tình. Beauvoir mô tả những cô gái điếm và quan hệ của họ với ma cô và những người phụ nữ khác, cũng như những người tình nhân (hetaeras). Trái với gái điếm, tình nhân có thể nhận được sự công nhận như một cá nhân (individual) và nếu thành công có thể có được đến địa vị cao hơn và công khai. Beauvoir viết rằng hành trình của phụ nữ đến mãn kinh có thể khơi dậy những cảm xúc đồng tính (thứ Beauvoir cho rằng tiềm ẩn ở hầu hết phụ nữ). Khi cô chấp nhận việc mình già đi, cô trở nên già cả với một nửa thời gian trưởng thành còn lại để sống của mình. Một phụ nữ có thể lựa chọn sống thông qua những đứa con (thường là con trai của mình) hoặc cháu của mình, nhưng cô ấy đối diện với "sự cô đơn, nuối tiếc và buồn chán". Để giết thời gian, cô ấy có thể tham gia vào các công việc vô dụng như các "công việc thủ công của phụ nữ" (women's handwork), vẽ tranh, nghe nhạc hay đọc sách vô bổ, hoặc có thể tham gia vào các tổ chức từ thiện. Khi mà rất hiếm phụ nữ quyết tâm theo đuổi một mục tiêu hay có một cứu cánh trong tâm trí (committed to a cause and have an end in mind), Beauvoir kết luận rằng "hình thức tự do cao nhất mà một phụ nữ-ký sinh trùng có thể có được là sự thách thức mang tính khắc kỉ hoặc sự mỉa mai mang tính hoài nghi" (the highest form of freedom a woman-parasite can have is stoic defiance or skeptical irony).
Theo Beauvoir, trong khi một người phụ nữ biết cách để chủ động (active), hiệu quả (effective), và im lặng (silent) như một người đàn ông, hoàn cảnh giữ cô ấy hữu dụng (useful): chuẩn bị thức ăn, quần áo, và chăm sóc nhà cửa. Cô ấy lo lắng khi không làm gì, cô than phiền, cô gào thét, và có thể đe dọa tự tử. Cô chống lại nhưng không thể thoát khỏi vị trí của mình. Cô có thể tìm được hạnh phúc trong "Sự hòa hợp" (Harmony) và "Chúa" (God) như đã được chỉ ra bởi Virginia Woolf và Katherine Mansfield. Beauvoir nghĩ rằng sẽ là vô nghĩa khi cố gắng xác định phụ nữ là cao cấp hơn hay thấp cấp hơn [đàn ông .ND], và rằng rõ ràng là hoàn cảnh của đàn ông là "vô cùng được ưu ái" ("infinitely preferable"). Bà viết, "với phụ nữ, không có lối thoát nào khác hơn là phải làm việc cho sự giải phóng của mình."
Beauvoir mô tả những người phụ nữ ái kỉ (narcissistic women), những người tìm thấy bản thân mình ở trong gương hay trong nhà hát, và phụ nữ ở trong và ở bên ngoài hôn nhân: "Ngày mà phụ nữ có thể yêu bằng sức mạnh của mình chứ không phải yêu bằng sự yếu đuối của mình, không phải thoát khỏi chính mình mà tìm thấy chính mình, không phải từ bỏ chính mình mà là khẳng định chính mình, tình yêu với họ, cũng giống như đàn ông, là suối nguồn của sự sống chứ không phải một sự nguy hiểm chết người."
Beauvoir thảo luận về cuộc sống của một số phụ nữ, một số trong đó phát triển hội chứng stigmata. Beauvoir viết rằng những người phụ nữ này có thể phát triển mối quan hệ "với một người không có thật" - bản sao của chính họ hay một vị thần, hoặc họ có thể tạo ra một "mối quan hệ không có thật với một người thật". Bà cũng nhắc đến những phụ nữ có sự nghiệp mà có thể thoát khỏi sự khổ dâm (sadism and masochism). Một số ít phụ nữ thành công trong việc đạt được trạng thái bình đẳng, và Beauvoir, trong một ghi chú, có đưa ra ví dụ về Clara và Robert Schumann. Beauvoir cho rằng các tiêu chuẩn cho một bà vợ có thể gây choáng váng: vì một người vợ vừa phải cố gắng để thanh lịch, lại phải vừa là một quản gia tốt và một người mẹ tốt. Ngoại lệ là "diễn viên, vũ công và ca sĩ", những người có thể đạt được sự độc lập. Trong số các văn sĩ, Beauvoir chỉ chọn ra Emily Brontë, Woolf và ("thi thoảng") cả Mary Webb (và bà có nhắc đến Colette và Mansfield) trong số những người đã nỗ lực để tiếp cận tự nhiên "trong sự tự do phi nhân tính của nó" (as among those who have tried to approach nature "in its inhuman freedom"). Sau đó, Beauvoir nói rằng phụ nữ không "thách thức thân phận con người" và rằng khi đem so sánh với một số ít "vĩ đại", phụ nữ hóa ra "tầm thường" và sẽ tiếp tục ở trình độ ấy một thời gian dài nữa. Phụ nữ đã không thể trở thành Vincent van Gogh hay Franz Kafka. Beauvoir nghĩ rằng, có thể, trong số tất cả phụ nữ, chỉ có thánh Teresa là sống cuộc sống cho chính mình. Bà nói rằng "đã đến lúc" (high time) để phụ nữ "được để cho nắm lấy các cơ hội của chính mình" (be left to take her own chances).
Trong phần kết luận của mình, Beauvoir hướng tới tương lai nơi nữ giới và nam giới bình đẳng, điều mà "cách mạng Xô viết đã hứa hẹn" nhưng đã không bao giờ làm được. Bà kết luận, "để đạt được chiến thắng tối hậu này, đàn ông và phụ nữ phải, ở giữa những điều khác và vượt ra ngoài sự khác biệt tự nhiên, khẳng định dứt khoát tình anh em của mình."

## Đón nhận và ảnh hưởng
Ấn phẩm đầu tiên bằng tiếng Pháp của Giới tính hạng hai đã bán được khoảng 22.000 bản trong vòng một tuần. Kể từ đó nó đã được dịch sang 40 ngôn ngữ. Vatican đã từng xếp cuốn sách vào Danh mục sách cấm (Index Librorum Prohibitorum). Nhà nghiên cứu giới Alfred Kinsey đã chỉ trích Giới tính hạng hai, cho rằng mặc dù đó là một tác phẩm văn học thú vị, nhưng nó không có dữ liệu gốc (original data) có thể khơi gợi sự quan tâm hay có giá trị với khoa học. Năm 1960, Beauvoir viết rằng Giới tính hạng hai là một nỗ lực để giải thích "tại sao hoàn cảnh của phụ nữ, thậm chí [đến tận .ND] ngày nay, vẫn ngăn cản họ khám phá những vấn đề cơ bản của thế giới." Sự tấn công vào phân tâm học trong Giới tính hạng hai đã truyền cảm hứng cho các lập luận nữ quyền tiếp nối [sau đó .ND] chống lại phân tâm học, có thể kể đến những luận điểm trong Bí ẩn nữ tính (The Feminine Mystique - 1963) của Betty Friedan, Chính trị tình dục (Sexual Politics - 1969) của Kate Millett và Thái giám nữ (The Female Eunuch - 1970) của Germaine Greer. Millett bình luận năm 1989 rằng bà đã không nhận ra mình mắc nợ Beauvoir nhiều đến thế nào khi viết Chính trị tình dục.
Nhà triết học Judith Butler viết, ý tưởng của Beauvoir rằng "Một người không sinh ra là phụ nữ, mà trở thành phụ nữ" đã phân biệt các khái niệm "giới tính (sex)" và "giới (gender)". Từ phụ nữ (woman) ở đây được Beauvoir sử dụng với nghĩa như là một kiến tạo (a construct) [xã hội .ND] hay một ý tưởng (an idea), chứ không phải như một cá nhân hay một người trong một nhóm. Butler viết, cuốn sách gợi ý rằng "giới" là một khía cạnh của danh tính (identity), là thứ "được tiêm nhiễm vào dần dần" (gradually acquired). Butler cho rằng Giới tính hạng hai có tiềm năng mang đến sự thấu hiểu triệt để về giới.
Tác gia viết tiểu sử Deirdre Bair, viết trong cuốn "Giới thiệu về Phiên bản Vintage" (Introduction to the Vintage Edition - 1989), kể rằng "một trong những lời chỉ trích dai dẳng nhất" là Beauvoir "phạm tội vô ý thức", rằng bà đã tách mình ra khỏi phụ nữ khi viết về họ. Bair viết rằng nhà văn Pháp Francis Jeanson và nhà thơ người Anh Stevie Smith đã đưa ra những phê phán tương tự: theo lời của Smith, "Bà ấy đã viết một cuốn sách rất lớn về phụ nữ và rõ ràng là bà ấy không thích họ, cũng như không thích, là một người phụ nữ."  Bair cũng trích dẫn quan điểm của học giả người Anh CB Radford cho rằng Beauvoir "có tội khi vẽ lên phụ nữ bằng màu sắc của riêng bà" vì Giới tính hạng hai "trước hết là một văn bản dành cho tầng lớp trung lưu, bị bóp méo bởi ảnh hưởng của tự truyện đến mức các vấn đề cá nhân của chính nhà văn có thể đóng vai trò quan trọng quá mức trong thảo luận của bà về nữ tính". 
Học giả cổ điển David M. Halperin viết rằng Beauvoir đưa ra một quan điểm lý tưởng hóa về quan hệ tình dục giữa phụ nữ [với nhau .ND] trong Giới tính hạng hai. Nhà phê bình Camille Paglia ca ngợi Giới tính hạng hai, gọi nó là "xuất sắc" và là "tác phẩm đỉnh cao của chủ nghĩa nữ quyền hiện đại." Paglia viết rằng đa số các nhà nữ quyền hiện đại chỉ đơn thuần "lặp lại, phóng lớn [ý tưởng .ND] hoặc ghi nhận [chất lượng .ND]" (repeating, amplifying or qualifying) Giới tính hạng hai mà không nhận ra mình mắc nợ nó như thế nào. Trong Giải phóng phụ nữ, Giải phóng đàn ông (Free Women, Free Men - 2017), Paglia viết rằng ở tuổi 16, bà đã "choáng váng bởi tông giọng đầy uy nghiêm, quả quyết của Beauvoir, và sự càn quét đầy tham vọng qua không gian và thời gian" (stunned by de Beauvoir's imperious, authoritative tone and ambitious sweep through space and time), thứ đã truyền cảm hứng để bà viết tác phẩm phê bình văn học Con người tính dục (Sexual Personae - 1990).

## Ảnh hưởng văn hóa

### Ảnh hưởng tại Châu Âu
Sự trỗi dậy của làn sóng nữ quyền thứ hai ở Hoa Kỳ từ cuốn sách Bí ẩn nữ tính của Betty Friedan, vốn lấy cảm hứng từ Giới tính hạng hai của Simone de Beauvoir, mất nhiều thời gian hơn đáng kể để tiếp cận và tác động đến cuộc sống của phụ nữ châu Âu. Mặc dù Giới tính hạng hai được xuất bản vào năm 1949 và Bí ẩn nữ tính được xuất bản vào năm 1963, người Pháp vẫn lo ngại rằng việc mở rộng bình đẳng, bao gồm cả các vấn đề về gia đình, sẽ gây hại cho đạo đức của người Pháp. Năm 1966, phá thai vẫn là bất hợp pháp ở châu Âu và cực kỳ khó tiếp cận các biện pháp tránh thai. Nhiều người sợ rằng việc hợp pháp hóa nó [sự phá thai và các biện pháp tránh thai .ND] sẽ "lấy đi 'ý thức tự hào của đàn ông về sự mạnh mẽ của họ' và khiến phụ nữ "không hơn gì những đồ vật gợi cảm vô sinh'". Quốc hội Pháp vào năm 1967 đã quyết định hợp pháp hóa các biện pháp tránh thai nhưng chỉ dưới những điều kiện nghiêm ngặt.
Các nhà nữ quyền xã hội [ở châu Âu và Hoa Kỳ(?) .ND] sau đó đã đi xa hơn khi tuyên bố rằng nữ giới “về cơ bản khác với nam giới về tâm lý và sinh lý…”  và nhấn mạnh sự khác biệt về giới (gender) hơn đơn thuần chỉ là sự bình đẳng giản đơn, yêu cầu rằng phụ nữ có quyền lựa chọn ở nhà và chăm sóc gia đình nếu họ muốn, bằng cách cấp cho họ một khoản trợ cấp tài chính, với sự ủng hộ của nhà thờ Công giáo, hoặc tham gia vào lực lượng lao động và được hỗ trợ chăm sóc trẻ em thông qua các chương trình do chính phủ ủy quyền, chẳng hạn như các cơ sở giữ trẻ do quốc gia tài trợ và quyền nghỉ phép thai sản của cha mẹ (parental leave). Bối cảnh lịch sử của thời đại là niềm tin rằng "một xã hội giới hạn trong thước đo của đàn ông đã đối đãi với phụ nữ một cách tồi tệ và làm tổn hại đến lợi ích chung của xã hội". Như là kết quả của sự thúc đẩy các chương trình công cộng này, phụ nữ châu Âu đã tham gia nhiều hơn vào chính trị và đến những năm 1990, nắm giữ số ghế lập pháp nhiều hơn ở Hoa Kỳ từ sáu đến bảy lần, điều này cho phép họ tác động đến tiến trình hỗ trợ các chương trình dành cho phụ nữ và trẻ em.

## Dịch thuật
Giới tính hạng hai đã được dịch sang tiếng Việt với tiêu đề Giới nữ, Nhà xuất bản phụ nữ. Bản dịch chất lượng kém và thiếu mục Giới thiệu (Introduction) quan trọng trong bản gốc.